# Württembergische B und B2
Württembergische B und B2 waren Dampflokomotiven der Königlich Württembergischen Staats-Eisenbahnen.

## Beschreibung
Die Fahrzeuge verfügten über einen Kessel der Bauart Crampton mit Überhang an beiden Fahrzeugenden, eine innenliegende Allansteuerung und, erstmals in Württemberg, einen Schornstein der Bauart Prüsmann. Bei einem Teil der Lokomotiven besaß die Allansteuerung eine Schraubenumsteuerung der Bauart Wöhler. Die Fahrzeuge besaßen einen Schlepptender der Bauart 2 T 6,5. Sie wurden im Gegensatz zu anderen Lokomotiven der Württembergischen Staatsbahn nicht umgebaut.